# Abbosbek Fayzullaev
Abbosbek Saydjon oʻgʻli Fayzullaev (tiếng Nga: Аббосбек Файзуллаев; sinh ngày 3 tháng 10 năm 2003 tại Sirdaryo, Uzbekistan) là một cầu thủ bóng đá người Uzbekistan chơi ở vị trí tiền vệ cho câu lạc bộ CSKA Moscow tại Giải bóng đá Ngoại hạng Nga và đội tuyển bóng đá quốc gia Uzbekistan.

## Sự nghiệp câu lạc bộ
Vào ngày 4 tháng 8 năm 2023, CSKA Moscow đã thông báo rằng, họ đã ký hợp đồng thi đấu có thời hạn 3 năm đối với Fayyulaev sau khi cậu rời câu lạc bộ Pakhtakor Tashkent.

## Sự nghiệp quốc tế
Fayyulaev được triệu tập lên đội tuyển U-19 Uzbekistan khi cậu vẫn còn đang trong lò đào tạo của câu lạc bộ Pakhtakor Tashkent. Cậu được triệu tập lên đội tuyển U-23 Uzbekistan vào tháng 10 năm 2021 để tham dự vòng loại Cúp bóng đá U-23 châu Á 2022, có trận đấu ra mắt khi đối đầu với đội tuyển U-23 Bangladesh và ghi một bàn thắng. Với màn trình diễn xuất sắc tại Cúp bóng đá U-23 châu Á 2022, cậu nhận danh hiệu Ngôi sao trẻ của năm của Hiệp hội bóng đá Uzbekistan.
Fayyulaev được triệu tập lên đội tuyển U-20 Uzbekistan tham dự Cúp bóng đá châu Á 2023 diễn ra ngay tại quê nhà, cậu tiếp tục được đá chính tại giải đấu này. Trong trận chung kết của giải đấu gặp U-19 Iraq, cậu kiếm vè cho Uzbekistan một quả phạt đền, sau đó người đồng đội Umarali Rahmonaliyev thực hiện thành công quả phạt đền ấy, giúp U-20 Uzbekistan đánh bại U-20 Iraq với tỷ số 1–0, qua đó giúp U-20 Uzbekistan lên ngôi vô địch lần đầu tiên trong lịch sử giải đấu. Với màn trình diễn chói sáng của mình, cậu nhận được danh hiệu Cầu thủ xuất sắc nhất giải đấu.

## Thống kê sự nghiệp

### Câu lạc bộ
Tính đến 15 tháng 5 năm 2024
| Câu lạc bộ         | Mùa giải  | Hạng đấu                    | Hạng đấu      | Hạng đấu     | Cúp quốc gia  | Cúp quốc gia | Khu vực       | Khu vực      | Tổng cộng     | Tổng cộng    |
| Câu lạc bộ         | Mùa giải  | Hạng đấu                    | Số lần ra sân | Số bàn thắng | Số lần ra sân | Số bàn thắng | Số lần ra sân | Số bàn thắng | Số lần ra sân | Số bàn thắng |
| ------------------ | --------- | --------------------------- | ------------- | ------------ | ------------- | ------------ | ------------- | ------------ | ------------- | ------------ |
| Pakhtakor Tashkent | 2021      | Uzbekistan Super League     | 6             | 0            | 1             | 0            | 2             | 0            | 9             | 0            |
| Pakhtakor Tashkent | 2022      | Uzbekistan Super League     | 21            | 5            | 2             | 2            | 3             | 1            | 26            | 8            |
| Pakhtakor Tashkent | 2023      | Uzbekistan Super League     | 6             | 2            | 0             | 0            | 0             | 0            | 6             | 2            |
| Pakhtakor Tashkent | Total     | Total                       | 33            | 7            | 3             | 2            | 5             | 1            | 41            | 10           |
| CSKA Moscow        | 2023–2024 | Giải bóng đá Ngoại hạng Nga | 20            | 4            | 10            | 1            | —             | —            | 30            | 5            |
| Tổng cộng          | Tổng cộng | Tổng cộng                   | 53            | 11           | 13            | 3            | 5             | 1            | 71            | 15           |

Ghi chú
1. ↑  Bao gồm cả Cúp quốc gia Uzbekistan, Cúp quốc gia Nga
2. 1 2  Tham dự AFC Champions League

### Quốc tế
Tính đến 14 tháng 11 năm 2024
| Đội tuyển quốc gia | Năm       | Số lần ra sân | Số bàn thắng |
| ------------------ | --------- | ------------- | ------------ |
| Uzbekistan         | 2023      | 8             | 2            |
| Uzbekistan         | 2024      | 11            | 4            |
| Tổng cộng          | Tổng cộng | 19            | 6            |

Bàn thắng quốc tế
Tỷ số và kết quả liệt kê số bàn thắng mà Uzbekistan ghi được, cột trước là biểu thị số bàn thắng của Fayyulaev.
| Bàn thắng | Ngày                 | Địa điểm                                     | Đối thủ    | Tỷ số | Kết quả | Giải đấu                                     |
| --------- | -------------------- | -------------------------------------------- | ---------- | ----- | ------- | -------------------------------------------- |
| 1.        | 17 tháng 6 năm 2023  | Sân vận động Milliy, Tashkent, Uzbekistan    | Tajikistan | 4–1   | 5–1     | Cúp bóng đá các quốc gia Trung Á 2022        |
| 2.        | 25 tháng 12 năm 2023 | Sân vận động Al Maktoum, Dubai               | Kyrgyzstan | 1–0   | 4–1     | Giao hữu                                     |
| 3.        | 18 tháng 1 năm 2024  | Sân vận động Ahmad bin Ali, Al Rayyan, Qatar | Ấn Độ      | 1–0   | 3–0     | Cúp bóng đá châu Á 2023                      |
| 4.        | 30 tháng 1 năm 2024  | Sân vận động Al Janoub, Al Wakrah, Qatar     | Thái Lan   | 2–1   | 2–1     | Cúp bóng đá châu Á 2023                      |
| 5.        | 14 tháng 11 năm 2024 | Sân vận động Jassim bin Hamad, Doha, Qatar   | Qatar      | 2–1   | 3–2     | Vòng loại Giải vô địch bóng đá thế giới 2026 |
| 6.        | 14 tháng 11 năm 2024 | Sân vận động Jassim bin Hamad, Doha, Qatar   | Qatar      | 2–2   | 3–2     | Vòng loại Giải vô địch bóng đá thế giới 2026 |

## Danh hiệu
Pakhtakor Tashkent
- Uzbekistan Super League: 2021, 2022

U-20 Uzbekistan
- Cúp bóng đá U-20 châu Á: 2023

Danh hiệu cá nhân
- Cầu thủ xuất sắc nhất Cúp bóng đá U-20 châu Á: 2023
- Cầu thủ của năm của Liên đoàn bóng đá Uzbekistan: 2023